# Rubus spectabilis
Rubus spectabilis (en anglès: Salmonberry) és una espècie del gènere Rubus nativa de la costa oest de Nord-amèrica des d'Alaska a Califòrnia.
És un arbust d'1 a 4 m d'alt, amb tiges llenyoses perennes. Les fulles són trifoliades, de 7–22 cm de llarg. Les flors fan 2–3 cm de diàmetre, amb cinc pètals prorpra. El fruit madura al final de l'estiu i al principi de la tardor i sembla un gerd gros taronja o groc ambmoltes petites drupes.

## Cultiu i usos
Els fruits són una mica insípids i milloren preparats en melmelada i altres formes cuinades.
Els indígenes americans la incorporaven com única fruita al pemmican.
Es cultiva com planta ornamental per les seves flors. Hi ha cultivars ornamentals com 'Olympic Double' o 'Olympic'.

S'ha naturalitzat a parts d'Europa.
Es multiplica amb facilitat per esqueixos, tros de rizoma. Les llavors també germinen bé.